# A¹

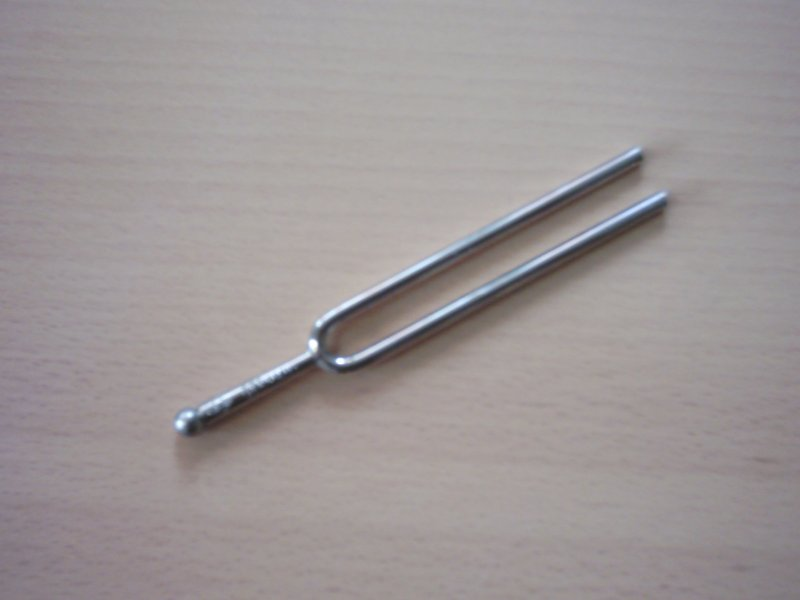
Kamerton - zazwyczaj wydaje dźwięk a¹

a¹ – dźwięk A (nazwa solmizacyjna: la) w oktawie razkreślnej, od 1953 przyjęty jako normalny ton odniesienia przez Międzynarodową Organizację Normalizacyjną o częstotliwości 440 Hz i opublikowany jako norma ISO 16:1975.
Dźwięk ten od „II Międzynarodowej konferencji na temat stroju”, która odbyła się w 1939 w Londynie, wyznacza częstotliwość równą:
- w stroju czystym: 440 Hz (przy 20 °C)
- w stroju równomiernie temperowanym: 440,00 Hz.

Jest to tzw. strój wiedeński (w odróżnieniu od dawniej obowiązującego stroju paryskiego równego 435 Hz). W praktyce często bywa też stosowany strój nieco wyższy (442-445 Hz).
Relacja a¹ do c¹ wynosi 5:3 natomiast jego rozmiar w centach (przy założeniu c1 = 0): 900.
W minionych wiekach (ale także i dziś) wysokość dźwięku a¹ mogła być wyższa lub niższa od znormalizowanego stroju współczesnego. Zależało to zarówno od epoki, jak i praktyki poszczególnych ośrodków muzycznych. Dziś np. w wykonawstwie muzyki dawnej stosuje się najczęściej strój a¹ = 415 Hz (tzw. strój barokowy), dokładnie o pół tonu niżej od a¹ = 440 Hz, oraz a¹ = 394 Hz do wykonywania muzyki starofrancuskiej.
Wynaleziony w 1711 kamerton wydaje przeważnie dźwięk a¹. Przyrząd ten był dawniej powszechnie stosowany do strojenia akustycznych instrumentów muzycznych.